# Paulo, o Apóstolo (telenovela)
Paulo, O Apóstolo é uma telenovela brasileira, se tornando a segunda com um formato similar ao de uma série. Ela foi produzida pela Seriella Productions e estreou originalmente no Univer Video no dia 28 de maio de 2025 e em seguida na Record, sendo transmitida desde 7 de julho de 2025, substituindo Força de Mulher. É a 36ª produção da emissora desde a retomada da dramaturgia em 2004.
A novela conta com a direção-geral de Leonardo Miranda e roteiro de Cristiane Cardoso, sendo baseada na vida do apóstolo Paulo de Tarso, tendo como referência um dos capítulos do Atos dos Apóstolos e as epístolas paulinas. É também a segunda telenovela mais curta da história da Record desde Jezabel (2019), apesar desta ter sido vendida como macrossérie na época. Paulo inclusive vem sido vendida como minissérie pela quantidade de capítulos.
Conta com Murilo Cezar, Anna Melo, Enzo Ciolini, Michelle Batista, Floriano Peixoto, Caio Menck e Rosanne Mulholland nos papéis centrais.

## Enredo
A história acompanha Saulo (Murilo Cezar), um jovem judeu zeloso e profundamente dedicado aos estudos da Torá. Após cinco anos de formação, ele retorna a Jerusalém para assumir seu lugar como membro do Sinédrio — o conselho religioso judaico — com o rigor e a convicção dos fariseus. Noivo da jovem Gabriela (Anna Melo), Saulo entra em conflito quando ela encontra uma nova razão para viver na fé em Jesus Cristo. Sentindo-se traído e tomado pela revolta, ele passa a confrontar os apóstolos liderados por Pedro (Marcéu Pierrotti), sendo também influenciado por Caifás (Floriano Peixoto), um sacerdote ambicioso e manipulador.[carece de fontes?]
Sua fúria atinge o auge com o fim de seu relacionamento e, especialmente, após ele participar da morte de Estêvão (Rafael Dib), o primeiro mártir cristão. Convicto de que está agindo em nome de Deus, Saulo inicia uma violenta perseguição contra os cristãos, movida por fanatismo e intolerância. No entanto, tudo muda quando, a caminho de Damasco para confrontar os cristãos de lá, ele tem um encontro transformador com o próprio Jesus (Petrônio Gontijo), envolvido por um intenso clarão de luz celestial que o deixa temporariamente cego. Sua visão é restaurada por Ananias (Flavio Pardal), e a partir desse momento, Saulo passa a se chamar Paulo e decide dedicar sua vida à pregação do Evangelho. Sua nova trajetória, porém, não é fácil: Paulo enfrenta rejeição de antigos conhecidos, como sua ex-noiva Gabriela, e também desconfiança dos próprios discípulos, que inicialmente acreditam que sua conversão é uma farsa.

## Elenco
| Intérprete          | Personagem            |
| ------------------- | --------------------- |
| Murilo Cezar        | Saulo / Paulo         |
| Anna Melo           | Gabriela (Gabi)       |
| Michelle Batista    | Rode                  |
| Marcéu Pierrotti    | Pedro                 |
| Caio Menck          | Lucas                 |
| Enzo Ciolini        | Imperador Nero        |
| Rosanne Mulholland  | Agripina              |
| Juliana Xavier      | Acte                  |
| André Luiz Miranda  | Silvano (Silas)       |
| João Fernandes      | Timóteo               |
| Floriano Peixoto    | Sacerdote Caifás      |
| Caio Paduan         | Jônatas               |
| Cirillo Luna        | Herodes Agripa II     |
| Nikolas Antunes     | Netaniel              |
| Gustavo Machado     | Fábio                 |
| Augusto Garcia      | Eliasafe              |
| Pedro Nercessian    | Bispo Tiago           |
| Priscila Ubba       | Lídia                 |
| Fifo Benicasa       | Barnabé               |
| Rodrigo Candelot    | Sêneca                |
| Adriano Toloza      | Marcus                |
| Alex Gruli          | Félix                 |
| Felipe Miguel       | Prócoro               |
| William Lira        | Britânico             |
| André Rayol         | Calígula              |
| Emily Matte         | Popéia Sabina         |
| Fhelipe Gomes       | Teófilo (Téo)         |
| Duda Matte          | Claudia Otávia        |
| Samia Abreu         | Cleópatra             |
| Thiago Zimiano      | Floro                 |
| Bianca Palheiras    | Berenice              |
| Rafaela Sampaio     | Drusila               |
| Danillo Franccesco  | Pórcio Festo          |
| Gabriel Albuquerque | Blasto                |
| Homero Ligere       | Sexto                 |
| Arturo Steffen      | Brutus                |
| Igor Maués          | Jano                  |
| Sergio Abreu        | Julio                 |
| Mariano Júnior      | Cláudio Lísias        |
| Jorge Mesquita      | Vintídio Cumano       |
| Ricardo Duque       | Sacerdote Ananias     |
| André Lima          | Eleazar               |
| Danilo Calegari     | Tértulo               |
| Natalia Ferrari     | Mara                  |
| Matheus Toniazzi    | Gedalias              |
| William Rosendo     | Ami                   |
| Paulo Olyva         | Elom                  |
| Fernando Possani    | João                  |
| João Fenerich       | Felipe, o Evangelista |
| Daniel Dalcin       | Matias                |
| André Rosa          | Timão                 |
| Thiago Coutinho     | Nicolau               |
| Rod Carvalho        | Nicanor               |
| Isabela Reis        | Eliada                |
| Gabriela Marquez    | Acaia                 |
| Carolina Ribeiro    | Diana                 |
| Júlia Mendes        | Adália                |
| Clara Niin          | Susana                |
| Dominique Bueno     | Quésia                |
| Keila Taschini      | Maria de Jerusalém    |
| Marcus Bessa        | João Marcos           |
| Roza Haydêer        | Menina Rode           |
| Karina Barum        | Miriam                |
| Dani Moreno         | Priscila              |
| Paulo Gabriel       | Áquila                |
| Gustavo Vaz         | Apolo                 |
| Velson D'Souza      | Tito                  |
| Larissa Ferrara     | Dumá                  |
| Gabriela Busich     | Eirene                |
| Paulo Verlings      | Lavi                  |
| Luis Carlos Lobo    | Giom                  |
| Gisela Reimann      | Helena                |
| Marcelo Pio         | Epafrodito            |
| Marcela Flor        | Esposa de Caifás      |
| Bruna Trevisan      | Sophia                |
| Guilherme Franco    | Akiba                 |
| Sergio Cavalcante   | Ágabo                 |
| Nicole Rosemberg    | Ira                   |
| Victor Galisteu     | Atlas                 |
| Ed Oliveira         | Lúcio Faênio Rufo     |
| Tiago Marques       | Demas                 |
| José Victor Pires   | Trófimo               |
| Malu Falangola      | Cloe                  |
| Oscar Fabião        | Filemon               |
| Augusto Zacchi      | Himeneu               |
| Arthur Alavarse     | Alexandre             |
| Renato Chocair      | Onésimo               |
| Guta Ruiz           | Olympia               |
| Karina Amorim       | Pérside               |
| Ian Tavares         | Demétrio              |
| Pedro Casarin       | Gaio                  |
| Bernardo Dugin      | Aristarco             |
| Emanoel Thompson    | Jasom                 |
| Danilo Dal Farra    | Otávio                |
| Marcelo Batista     | Serenus               |
| Lucas Tors          | Erasto                |
| Vicky Valentim      | Cecília               |

### Participações especiais
| Intérprete                | Personagem                            |
| ------------------------- | ------------------------------------- |
| Marcos Winter             | Imperador Claudio                     |
| Leonardo Franco           | Gamaliel                              |
| Rafael Dib                | Estevão                               |
| Petrônio Gontijo          | Jesus                                 |
| Beth Zalcman              | Carmi                                 |
| Cassio Pandolph           | Nadiel                                |
| Thiago Piacentini         | Tiago                                 |
| Flavio Pardal             | Ananias de Damasco                    |
| Charles Paraventi         | Herodes Agripa I                      |
| Camila Santanioni         | Beula                                 |
| Douglas Vergueiro         | Sóstenes                              |
| Pedro Lemos               | Gálio, Procônsul da Acaia             |
| Gabriel Azevedo           | Erasto                                |
| Maíra Kestenberg          | Carmi (jovem)                         |
| Cristiano Lopes           | Servo de Nadiel                       |
| Felipe Coutinho           | Caius                                 |
| Fernando Sampaio          | Marinheiro                            |
| Flauzino Neto             | Marinheiro                            |
| Robson Fernando kronbauer | Marinheiro                            |
| Fabiana Caruso            | Virgínia                              |
| Carlos Alberto Greges     | Prisioneiro na ilha de Malta          |
| Ronny Kriwat              | Dionísio, o Areopagita                |
| Vitor Thiré               | Grego que debatia com Paulo em Atenas |
| Thiago Voltolini          | Grego que debatia com Paulo em Atenas |
| Marcel Octávio            | Abiel Bartimeu                        |
| Bruno Ramos               | Soldado                               |
| Vittor Ricci              | Soldado Romano                        |
| Danilo Sacramento         | Cornélio                              |
| Jhoão Scarpa              | Procônsul Sérgio                      |
| Renata Loureiro           | Olympia (1ª Fase)                     |
| Suzana Abranches          | Loide                                 |
| Priscila Sol              | Eunice                                |
| Charles Lange             | Sacerdote de Júpiter                  |
| Ana Mazer                 | Esposa Cristã                         |
| Douglas Oliver            | Esposo Cristão                        |
| Henry Marinho             | Teófilo (criança)                     |
| Ciça de Gasperi           | Elisa criança (1ª Fase)               |
| Lorenna Rodrigues         | Elisa criança (2ª Fase)               |
| Malu Mello                | Isabella (2ª Fase)                    |
| Gloria Vidal              | Isabella (1ª Fase)                    |
| Murilo Bezerra            | Saulo/Paulo (criança)                 |
| Ivana Tkotz               | Rode (criança)                        |
| Pamela Otero              | Hadlai, esposa de Ananias             |
| Miguel Lucizano           | Gade, filho de Ananias                |
| Julia Abdla               | Hannah, filha de Ananias              |
| Diogo Caruso              | Êutico, filho de Carpo                |
| Giovane Correa            | Nativo Maltês                         |
| Leonardo Boeira           | Soldado Romano                        |
| Vitor Amaral              | Nativo de Malta                       |

## Produção
A Record já planejava escrever uma telenovela baseada no livro do Atos dos Apóstolos, inicialmente como a substituta de Jesus (2018–19), estreando em 2019, mas sendo adiada e transferida para substituir Gênesis (2021). No entanto, a emissora decidiu cancelar a produção da obra, que daria sequência as sagas bíblicas por contenção de gastos. Com isso, a emissora aprovou uma recriação da saga do Rei Davi para substituir Gênesis em 2021, assim como Salomão também foi confirmada para dar sequência aos dramalhões bíblicos, mas as duas produções foram canceladas. Em junho de 2021, a Record decidiu unificar os títulos que haviam sidos suspensos em uma só produção, recebendo o título de Reis, mas com o atraso nas gravações, o canal acabou esticando Gênesis e com isso, optou por exibir um compacto de Os Dez Mandamentos (2015–16), A Terra Prometida (2016–17) e até mesmo de Gênesis, recebendo o nome de A Bíblia.
Reis estreou um novo formato na dramaturgia da Record, sendo vendida como uma série dividida por temporadas, apesar do formato já ser explorado em emissoras concorrentes e até mesmo pela própria Record com Rebelde (2011–12), mas a última não apresentava título nos capítulos. Em 2024, a emissora anunciou a criação de uma trama sendo baseada na vida de Paulo de Tarso, retomando a produção do livro do Atos dos Apóstolos, seguindo o mesmo modelo da antecessora, mas com uma quantidade de cinco capítulos por temporada.
Tal fator precisou ser adotado pela Record após ser observada uma queda de audiência em suas produções bíblicas desde O Rico e Lázaro (2017), apesar de Gênesis (2021) ter sido o maior sucesso desde A Terra Prometida (2016–17), uma vez que Reis (2022–25) começava a sentir os efeitos do desgaste dos textos bíblicos, ocasionado também por seus inúmeros intervalos.

### Escolha do elenco
Murilo Cezar foi o primeiro nome confirmado para interpretar o protagonista título, assim como também foram anunciados os nomes de Enzo Ciolini como o antagonista, Petrônio Gontijo, Anna Melo, Leonardo Franco e Michelle Batista. A novela também marca o retorno de Rosanne Mulholland às telenovelas desde Malhação: Toda Forma de Amar (2019–20), da TV Globo, além de ser a sua estreia na Record.
Felipe Simas chegou a ser anunciado no elenco, ficando no papel de Lucas, o co-protagonista da novela. No entanto, por Simas estar confirmado no elenco de Tremembé, do Prime Video, o ator precisou deixar o casting da novela.

### Gravações
No total, a série também contou com cerca de 430 atores, além de figurantes, e tendo o apoio de um professor de latim e grego.
Elenco e equipe de produção deram inicio às gravações no dia 25 de novembro de 2024, no Complexo de Dramaturgia e Estúdios da Seriella Productions, no Rio de Janeiro. Inicialmente, os trabalhos se concentram em estúdio e o investimento foi visto como grandioso, contando com 18 cidades cenográficas e 101 cenários internos. Murilo, que interpretaria o protagonista título, comentou sobre o start da série e afirmou sentir-se realizado ao ver "o brilho no olho de cada um [no set]"
Sendo assim, executivos da Seriella e o diretor geral da série Léo Miranda, embarcaram no dia 29 de setembro de 2024 para o Marrocos, a fim de escolherem as locações e tendo o apoio de uma produtora local, responsável pela produção de Gladiador 2, de Ridley Scott. Entretanto, após uma nova conversa, a equipe decidiu reiniciar o trabalho de scouting - busca por locações -, dessa vez na América do Sul. A mudança seria pelo fato de que a Record já esteve gravando em solo marroquino nos últimos anos (lá já foram gravadas as superproduções Jesus, Jezabel, Gênesis, A Rainha da Pérsia e Neemias) e poderiam buscar por lugares inéditos.
Seguindo nesse propósito, produtores e direção seguiram viagem mais uma vez para o Peru, no dia 06 de dezembro de 2024. Logo após a escolha das locações, foi anunciado que a série poderia também ter cenas rodadas em algumas cidades da Argentina e que o cronograma de gravações no novo destino internacional estaria definido para março de 2025. A previsão de gravação no país latino foi estimada em aproximadamente 30 dias.
Entretanto, por algumas razões não divulgadas, as gravações externas foram deslocadas para algumas regiões do Brasil :
- Petrópolis-RJ: foi o primeiro destino do elenco e equipe da superprodução bíblica. A cidade histórica é localizada na região serrana do Rio de Janeiro e serviu de palco para rodar cenas importantes durante quatro dias, e uma megaestrutura foi montada no Museu de Armas, especialmente para as gravações[118] - que também já serviu de locação para as produções Jesus e Todas as Garotas Em Mim;

- Milho Verde-MG: A região do Alto de Jequitinhonha foi escolhida para captação de uma das cenas emblemáticas da trajetória e conversão de Saulo/Paulo. "Essa é a cena mais icônica do projeto. Além de ter toda a grandiosidade que o momento pedia simbolicamente, Milho Verde também é muito parecida [com a região] de Damasco", explicou Leonardo Miranda, o diretor geral da produção[119];

- Rio Grande do Sul: Entre os dias 22 de abril a 10 de Maio, muitas locações das cidades de Torres e Cambará do Sul, na Serra Gaúcha, foram palco das cenas que foram vistas na série[120]. Atores da superprodução contaram as experiências vivenciadas juntamente com a equipe de produção e como a viagem permitiu o entrosamento entre o elenco, produção e direção, além de elogiarem as locações que permitiram uma ambientação adequada, transportando-os para o 1.º seculo D.C (época em que se passa a história de Paulo, O Apóstolo). Entre os atores que viajaram para as locações estiveram: Murilo César (que interpreta o Protagonista), Anna Melo (Gabriela), Caio Menck (Lucas), Priscilla Ubba (Lídia), Velson D'Souza (Tito), Michelle Batista (Rode, a irmã de Paulo), Fifo Benicasa (Barnabé), Gabriela Busich (Eirene), André Luiz Miranda (Silas), a atriz mirim Ciça de Gasperi (Elisa), Augusto Zacchi (Himeneu), Bruna Trevisan (Sophia), João Fernandes (Timóteoi), Oscar Fabião (Filemon), José Victor Pires (Trófimo) e Flávio Pardal (Ananias de Damasco) e entre outros [121].

## Pré-estreia
Dando início às celebrações de estreia da série, parte do elenco, equipe criativa, profissionais do setor audiovisual e convidados tiveram uma sessão especial de van première, no UCI Cinema, em um shopping no Rio de Janeiro, no dia 20 de maio de 2025. No evento foram exibidos alguns episódios da trama, em uma versão com mixagem de som Dolby Atmos. Embora a série não tenha sido exibida para o público com essa tecnologia, foi uma experiência sensorial inédita onde os telespectadores presentes tiveram a oportunidade de perceber o som em múltiplas direções - provocando uma sensação de estar dentro da narrativa.
Em 4 de julho de 2025, a Record exibiu um documentário especial na faixa posterior ao último capítulo de Força de Mulher, apresentando a produção, com informações de bastidores e curiosidades.

## Exibição
A série-novela estreou originalmente no serviço de streaming Univer Video em 28 de maio de 2025, com exclusividade para assinantes da plataforma. No mesmo dia e horário (simultaneamente) da estreia em TV aberta na Record, a série também foi lançada na plataforma de streaming Disney+, como parte de uma parceria entre a Record e o serviço internacional.

## Música
Um álbum com a trilha sonora do filme foi lançado pela Igreja Universal do Reino de Deus, interpretada pela banda Universos.

### Faixas
- "Sacrifício"
- "Como te deixar ir?"
- "Quando Jesus Estendeu a Sua Mão"

## Repercussão

### Audiência
O primeiro capítulo registrou 7 pontos e manteve os índices do horário nobre, além de assumir a vice-liderança. No entanto, a trama começou a perder público em comparação com a sua antecessora, chegando a índices na casa dos 5 pontos. Apesar de manter a vice-liderança, a novela se viu ameaçada por As Filhas da Senhora García, principalmente nas quartas-feiras, quando a programação da TV Globo é modificada devido a cobertura do Brasileirão Série A, Copa do Brasil e Copa Libertadores da América, causando grande migração do público. No dia 23 de julho de 2025, a trama pela primeira vez é superada pela concorrente, algo que não acontecia no horário desde a série Todas as Garotas em Mim. Paulo registrou 5,1 pontos contra 5,3 do dramalhão mexicano.